# Fairey Gordon
El Fairey Gordon fue un bombardero ligero (bombardero diurno biplaza) y avión utilitario británico de la década de 1930.
El Gordon era un biplano de dos vanos convencional metálico recubierto de tela. Estaba propulsado por variantes del motor Armstrong Siddeley Panther IIa de 391-451 kW (525-605 hp). El armamento consistía en una ametralladora Vickers de 7,7 mm fija de fuego frontal y en una ametralladora Lewis de 7,7 mm en la cabina trasera, más 230 kg de bombas. El avión era bastante básico; los instrumentos incluían indicador de velocidad aérea, altímetro, manómetro de aceite, tacómetro, indicador de viraje y alabeo, y brújula.

## Desarrollo
El Gordon fue desarrollado a partir del IIIF, principalmente mediante el uso del nuevo motor Armstrong Siddeley Panther. El prototipo voló por primera vez el 3 de marzo de 1931, y alrededor de 80 IIIF anteriores se convirtieron a un estándar similar. Se construyeron 178 aviones nuevos para la RAF, y algunos IIIF se convirtieron en la línea de producción. Se fabricaron 154 Mark I, antes de que la producción se trasladara al Mark II, con un empenaje y timón más grandes; sólo 24 de estos se completaron antes de que la producción se trasladara al Swordfish. La versión naval del Gordon, utilizada por la Marina Real, fue conocida como Seal.

## Historia operacional
El modelo había sido prácticamente retirado del servicio en la Real Fuerza Aérea y la Fleet Air Arm de la Marina Real antes de la Segunda Guerra Mundial, aunque los Escuadrones N.º 6, N.º 45 y N.º 47 de la RAF aún lo operaban en Egipto. Seis de estos aviones fueron transferidos a la Fuerza Aérea Egipcia.
En abril de 1939, se enviaron 49 Gordon a la Real Fuerza Aérea de Nueva Zelanda, de los cuales 41 prestaron servicio brevemente como entrenadores de pilotos. La RNZAF encontró los aviones desgastados y con señales de su servicio en Oriente Medio, incluyendo al menos un escorpión. El último de estos, y el último Gordon intacto del mundo, fue dado de baja de la RNZAF en 1943.
Siete Gordon fueron adaptados para el remolque de blancos y estacionados en la Escuela de Entrenamiento de Vuelo N.° 4 de la RAF Habbaniya, Irak. A finales de abril de 1941, estos aviones fueron reconvertidos rápidamente en bombarderos y, a principios de mayo, participaron en la defensa de Habbaniya contra las fuerzas iraquíes que amenazaron y luego atacaron la Escuela.

## Variantes
IIIF Mk.V
Prototipo.
Gordon Mk I
Bombardero diurno biplaza y avión de propósitos generales.
Gordon Mk II
Versión de entrenamiento biplaza.
E1F
Designación de la Marina de Brasil para el Fairey Gordon.

## Operadores
BrasilBrasil compró 20 Gordon, que comprendían 15 aviones terrestres y cinco hidroaviones.
- Fuerza Aérea Brasileña
- Aviación Naval Brasileña

 Egipto
- Real Fuerza Aérea Egipcia

 Nueva Zelanda
- Real Fuerza Aérea de Nueva Zelanda

 Reino Unido
- Real Fuerza Aérea[5]

 Taiwán

## Supervivientes
El único superviviente conocido es el Gordon Mark I NZ629 de la RNZAF, que se encuentra en restauración en Nueva Zelanda. El 12 de abril de 1940, dos pilotos en prácticas, Walter Raphael (piloto) y Wilfred Everist (pasajero), de la 1.ª Escuela de Entrenamiento de Vuelo de Servicio, pilotaban el NZ629 desde Wigram en un vuelo sobre los Alpes del Sur en una misión de entrenamiento de "ascenso con carga de guerra a 15 000 pies". El avión entró en barrena sobre los Alpes del Sur y la tripulación se preparó para saltar en paracaídas, pero el avión se recuperó. Momentos después, chocó contra unos árboles en la cima de una cresta del Monte White y volcó hacia atrás por la ladera de la empinada ladera, quedando el avión colgando entre los árboles y Raphael y Everist inconscientes. Cuando Raphael recuperó el conocimiento, temió que el avión se incendiara pronto, por lo que sacó a Everist, que seguía inconsciente, de entre los restos. Raphael caminó hasta la cabaña de un esquilador, cargando a Everist, que estaba gravemente herido.
El fuselaje, sin instrumentos, armas ni motor, quedó suspendido entre los árboles en el lugar del accidente, que forma parte de una gran granja de ovejas. En 1976, Charles Darby, con la ayuda de Walter Raphael, lo reubicó (aún en gran parte suspendido entre los árboles). Everist había caído en combate sobre Francia. El NZ629 fue recuperado por un Aerospatiale Lama. Permaneció almacenado durante más de 20 años antes de que comenzara su restauración. En febrero de 1988, se reservó la matrícula civil ZK-TLA y, en 2005, los restauradores buscaban un motor. En 2014, tuvieron dificultades para recaudar los fondos necesarios para restaurar el avión. En 2023 el avión fue puesto a la venta.

## Especificaciones (Mark I)
Referencia datos: Fairey Aircraft since 1915

### Características generales
- Tripulación: Dos (piloto y artillero)
- Longitud: 11,2 m (36,7 ft)
- Envergadura: 13,9 m (45,7 ft)
- Altura: 4,3 m (14,2 ft)
- Superficie alar: 40,7 m² (438,1 ft²)
- Peso vacío: 1588 kg (3500 lb)
- Peso cargado: 2679 kg (5904,5 lb)
- Planta motriz: 1× motor radial de 14 cilindros refrigerado por aire Armstrong Siddeley Panther IIa.
  - Potencia: 391 kW (539 HP; 532 CV)
- Hélices: Bipala de paso fijo

### Rendimiento
- Velocidad máxima operativa (Vno): 233 km/h (145 MPH; 126 kt)
- Velocidad crucero (Vc): 180 km/h (112 MPH; 97 kt)
- Alcance: 970 km (524 nmi; 603 mi)
- Techo de vuelo: 6700 m (21 982 ft)
- Régimen de ascenso: 5,1 m/s (1004 ft/min)
- Carga alar: 66 kg/m² (13,5 lb/ft²)
- Potencia/peso: 0,146 kW/kg (0,089 hp/lb)

### Armamento
- Ametralladoras: 

  - 1x Vickers de 7,7 mm frontal fija
  - 1x Lewis de 7,7 mm flexible en la cabina trasera
- Bombas: 227 kg

## Aeronaves relacionadas

### Desarrollos relacionados
- Fairey III
- Fairey Seal

### Aeronaves similares
- Hawker Hart
- Blackburn Baffin
- Vickers Vildebeest

### Secuencias de designación
- Secuencia E_F (Aviones de Reconocimiento (E) de la Armada de Brasil, para Fairey (F)(sistema antiguo)): E1F